# アーサー・シュスター
アーサー・シュスター（Franz Arthur Friedrich Schuster、1851年9月12日 - 1934年10月17日）は、ドイツ生まれのイギリスの物理学者である。研究分野は分光学、電磁気学、光学におよび、太陽コロナと恒星のスペクトルの研究や周期分析の応用などで知られる。マンチェスター大学を物理学研究のセンターに育てた。

## 生涯
フランクフルトのユダヤ系の裕福な貿易商、銀行家の家に産まれた。両親はユダヤ教徒からキリスト教に改宗した。1869年父親はマンチェスターで繊維の商売を始め、シュスターら子供たちも1875年にイギリスの国籍を取得した。
フランクフルト、ジュネーブで学んだ後、イギリスのオーウェン・カレッジ(マンチェスター大学)で分光学の研究を行った。ドイツのハイデルベルク大学で、グスタフ・キルヒホフのもとで1年学んだ後、博士号を取得した。オーウェン・カレッジに戻り無給の助手になった。実家の費用で材料や設備を購入して研究を進めた。さらにドイツでヘルムホルツらに、学んだ後、1875年のタイでの日食観測に日食コロナのスペクトル観測のメンバーに選ばれた。
マンチェスターに戻った後、電磁気の分野を研究し、キャヴェンディッシュ研究所で学生でも公的には研究員でもないという立場で5年間研究した。1881年にオーウェン・カレッジの応用数学の教授になり1888年に物理学の教授となった。1900年に新しい研究所を設立した。1907年に健康上の理由や国際的な活動のために、教授の座を引退するが、後任のアーネスト・ラザフォードの功績もあって、マンチェスター大学は世界有数の物理学センターになった。
シュスターの業績は、分光学の分野で1897年にリュードベリの法則を独立して発見し、1905年にチャンドラセカールと、恒星大気の吸収スペクトルの理論を作った。波形の周期分析を多くの分野に応用し、例えばC・G・ノットの地震発生の周期説を否定に用い、太陽黒点変動の周期を分析した。経済学者ジェヴォンスの景気循環と太陽黒点の周期の相関の研究にも寄与した。
1879年に王立協会フェローに選出された。

## 受賞歴
- 1884年 ベーカリアン・メダル
- 1890年 ベーカリアン・メダル
- 1893年 ロイヤル・メダル
- 1926年 ランフォード・メダル
- 1931年 コプリ・メダル

すべて王立協会による。